# Cimetière Nord de Clichy
Le cimetière Nord de Clichy est un des cimetières de la ville de Clichy dans les Hauts-de-Seine. Il est situé rue du Général-Roguet.

## Historique
Ce cimetière fut créé pour suppléer au manque de place du cimetière Sud, dit dès lors cimetière ancien, tandis qu'il devient le nouveau cimetière.

## Caractéristiques

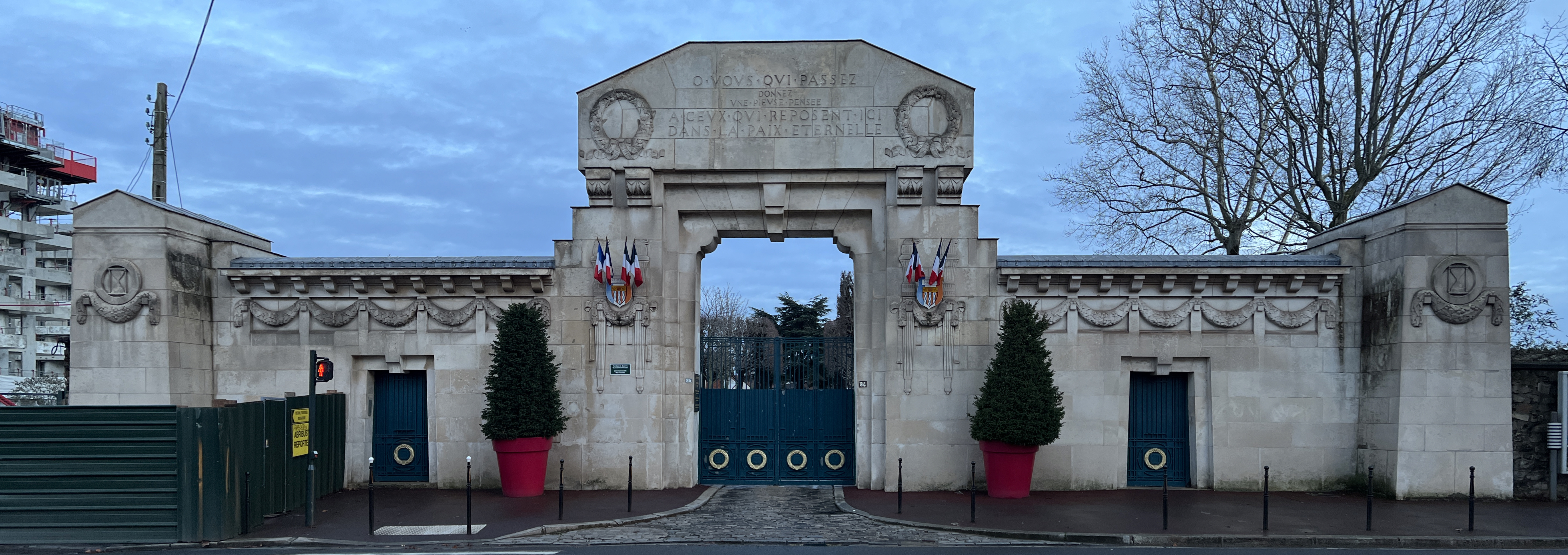
Porte monumentale.

La porte monumentale est l'œuvre des frères Louis et Pierre Guidetti, gagnants d'un concours en 1922.
Il s'y trouve un carré militaire.
Un columbarium est ouvert en 2010.

## Personnalités reposant dans ce cimetière
- Charles Auffray (1887-1957), ancien maire de la ville.
- Le comédien Michel Beaune (1933-1990).
- Le comédien Yves Deniaud (1901-1959).
- Jacques Mesrine (1936-1979)[4], « ennemi public n° 1 » dans les années 1970, et son fils Bruno (1964-2022), prestidigitateur[5].